# Corybas mammilliferus
Corybas mammilliferus är en orkidéart som beskrevs av Pieter van Royen. Corybas mammilliferus ingår i släktet Corybas, och familjen orkidéer. Inga underarter finns listade i Catalogue of Life.